# ぽっぷこ〜んシネマ
『ぽっぷこ〜んシネマ』は、2003年4月から2006年9月27日まで、北海道テレビ放送（HTB）で放送されていた、映画に関する情報番組。当初から2004年9月までは、木曜（水曜深夜）0:45 - 1:05に放送されていた。2004年10月以降は、10分拡大され、木曜（水曜深夜）0:45 - 1:15に放送された。

## 概要
国内外の映画を話題作を中心に、毎回5本程度の作品を紹介していた。特集の作品は、インタビュー等を通して、映画の俳優や監督を紹介していた。また、映画のDVDを紹介する「ウィークリーDVDシネマ」というコーナーもあった。
メインMCは、小野優子（当時、HTBアナウンサー）、レポーターは、大下宗吾（当時、お笑い芸人・タレント）が担当していた。また、作品に対する感想を紹介するコメンテーターは、番組開始から、鈴井貴之（タレント・映画監督）が、2006年9月に韓国に映画留学のため降板するまで担当。2004年10月からは、鈴井が社長（現在は会長）を務めていた芸能事務所・CREATIVE OFFICE CUEの音尾琢真（俳優・タレント・TEAM NACS）が担当した。
パセオ地下の「水の広場」公開収録が行うことがあった。公開収録には、小野、大下、鈴井、音尾の他に、森崎博之、安田顕、戸次重幸、北川久仁子らがゲストで出演していた。

## 出演者
- メインMC：小野優子（HTBアナウンサー）
- レポーター：大下宗吾
- コメンテーター：鈴井貴之（番組開始 - 2004年9月（韓国に映画留学のため降板））→音尾琢真（TEAM NACS、2004年10月 - 番組終了）

## スタッフ
- プロデューサー：林亮一[2]
- 制作著作：北海道テレビ放送